# Goldene Himbeere 2005
Die Goldene Himbeere 2005 (englisch: 25th Golden Raspberry Awards) wurde am 26. Februar 2005, dem Vorabend der Oscarverleihung, im Ivar Theatre in Hollywood, Kalifornien verliehen. Anlässlich der 25. Preisvergabe wurde eine Reihe von zusätzlichen Preisen verliehen, die Aspekte abdecken, die in den jährlichen Vergaben nicht berücksichtigt werden können.
Die meisten Auszeichnungen erhielten die Filme Catwoman und Fahrenheit 9/11 mit jeweils vier Trophäen. Zum schlechtesten Film des Jahres wurde ebenfalls Catwoman gewählt. Catwoman hatte im Vorfeld auch die meisten Nominierungen erhalten.
Zum ersten Mal in der Geschichte der Goldenen Himbeere wurde ein Film ausgezeichnet, der zuvor weder von den Kritikern verrissen noch ein finanzieller Flop war (Fahrenheit 9/11). Nominierungen für diesen Film erhielten hochrangige US-amerikanische Politiker (George W. Bush, Condoleezza Rice und Donald Rumsfeld) für ihr Fehlverhalten bezüglich der Terroranschläge am 11. September 2001 und des Irakkrieges. Auch Britney Spears erhielt für ihr Statement – sie vertraue George W. Bush – im Film ebenfalls eine Goldene Himbeere.
Aufsehen erregte ebenfalls Halle Berry, die sich ihren Preis persönlich abholte und eine Dankesrede während der Preisverleihung hielt, in der sie ihre Oscar-Rede von 2002 parodierte. Zuletzt nahm 2002 Tom Green seinen Preis für Freddy Got Fingered ebenfalls persönlich entgegen.

## Preisträger und Nominierungen
Es folgt die komplette Liste der Preisträger und Nominierten.
| Kategorien                                  | Nominierte | Nominierte |
| ------------------------------------------- | --- | --- |
| Schlechtester Film                          | | Denise Di Novi und Edward McDonnell – Catwoman |
| Schlechtester Film                          | Rick Alvarez, Lee R. Mayes, Keenen Ivory Wayans, Marlon Wayans und Shawn Wayans – White Chicks                             | |
| Schlechtester Film                          | Moritz Borman, Jon Kilik, Thomas Schuhly und Iain Smith – Alexander                                                        | |
| Schlechtester Film                          | Steven Paul – Superbabies: Baby Geniuses 2                                                                                 | |
| Schlechtester Film                          | Betty Thomas und Jenno Topping – Wie überleben wir Weihnachten? (Surviving Christmas)                                      | |
| Schlechtester Schauspieler                  | George W. Bush | George W. Bush – Fahrenheit 9/11 |
| Schlechtester Schauspieler                  | George W. Bush | Ben Affleck – Jersey Girl und Wie überleben wir Weihnachten? (Surviving Christmas) |
| Schlechtester Schauspieler                  | George W. Bush | Vin Diesel – Riddick: Chroniken eines Kriegers (The Chronicles of Riddick) |
| Schlechtester Schauspieler                  | George W. Bush | Colin Farrell – Alexander |
| Schlechtester Schauspieler                  | George W. Bush | Ben Stiller – … und dann kam Polly (Along Came Polly), Anchorman (Anchorman: The Legend of Ron Burgundy),Voll auf die Nüsse (Dodgeball: A True Underdog Story), Neid (Envy) und Starsky & Hutch |
| Schlechteste Schauspielerin                 | Halle Berry | Halle Berry – Catwoman |
| Schlechteste Schauspielerin                 | Halle Berry | Hilary Duff – Cinderella Story (A Cinderella Story) und Raise Your Voice – Lebe deinen Traum (Raise Your Voice)                                                                                 |
| Schlechteste Schauspielerin                 | Halle Berry | Angelina Jolie – Alexander und Taking Lives – Für Dein Leben würde er töten (Taking Lives) |
| Schlechteste Schauspielerin                 | Halle Berry | Mary-Kate und Ashley Olsen – Ein verrückter Tag in New York (New York Minute) |
| Schlechteste Schauspielerin                 | Halle Berry | Shawn Wayans und Marlon Wayans – White Chicks |
| Schlechtester Nebendarsteller               | Donald Rumsfeld | Donald Rumsfeld – Fahrenheit 9/11 |
| Schlechtester Nebendarsteller               | Donald Rumsfeld | Val Kilmer – Alexander |
| Schlechtester Nebendarsteller               | Donald Rumsfeld | Arnold Schwarzenegger – In 80 Tagen um die Welt (Around the World in 80 Days) |
| Schlechtester Nebendarsteller               | Donald Rumsfeld | Jon Voight – Superbabies: Baby Geniuses 2 |
| Schlechtester Nebendarsteller               | Donald Rumsfeld | Lambert Wilson – Catwoman |
| Schlechteste Nebendarstellerin              | Britney Spears | Britney Spears – Fahrenheit 9/11 |
| Schlechteste Nebendarstellerin              | Britney Spears | Carmen Electra – Starsky & Hutch |
| Schlechteste Nebendarstellerin              | Britney Spears | Jennifer Lopez – Jersey Girl |
| Schlechteste Nebendarstellerin              | Britney Spears | Condoleezza Rice – Fahrenheit 9/11 |
| Schlechteste Nebendarstellerin              | Britney Spears | Sharon Stone – Catwoman |
| Schlechteste Filmpaarung                    | Condoleezza Rice und George W. Bush                                                                                        | George W. Bush und Condoleezza Rice oder seine zahme Ziege – Fahrenheit 9/11 |
| Schlechteste Filmpaarung                    | Condoleezza Rice und George W. Bush                                                                                        | Ben Affleck und Liv Tyler oder Jennifer Lopez – Jersey Girl |
| Schlechteste Filmpaarung                    | Condoleezza Rice und George W. Bush                                                                                        | Halle Berry und Benjamin Bratt oder Sharon Stone – Catwoman |
| Schlechteste Filmpaarung                    | Condoleezza Rice und George W. Bush                                                                                        | Mary-Kate und Ashley Olsen – Ein verrückter Tag in New York (New York Minute) |
| Schlechteste Filmpaarung                    | Condoleezza Rice und George W. Bush                                                                                        | Shawn Wayans und Marlon Wayans – White Chicks |
| Schlechteste Neuverfilmung oder Fortsetzung | Charles Roven | Charles Roven und Richard Suckle – Scooby Doo 2 – Die Monster sind los (Scooby Doo 2: Monsters Unleashed)                                                                                       |
| Schlechteste Neuverfilmung oder Fortsetzung | Charles Roven | Bill Badalato und Hal Lieberman – In 80 Tagen um die Welt (Around the World in 80 Days) |
| Schlechteste Neuverfilmung oder Fortsetzung | Charles Roven | Gordon Carroll, John Davis, David Giler und Walter Hill – Alien vs. Predator |
| Schlechteste Neuverfilmung oder Fortsetzung | Charles Roven | Aaron Dem, Guy McElwaine, David C. Robinson, James G. Robinson – Exorzist: Der Anfang (Exorcist: The Beginning)                                                                                 |
| Schlechteste Neuverfilmung oder Fortsetzung | Charles Roven | Verna Harrah und Jacobus Rose – Anacondas: Die Jagd nach der Blut-Orchidee (Anacondas: The Hunt for the Blood Orchid)                                                                           |
| Schlechteste Regie                          | | Pitof – Catwoman |
| Schlechteste Regie                          | Bob Clark – Superbabies: Baby Geniuses 2                                                                                   | |
| Schlechteste Regie                          | Renny Harlin und/oder Paul Schrader – Exorzist: Der Anfang (Exorcist: The Beginning)                                       | |
| Schlechteste Regie                          | Oliver Stone – Alexander                                                                                                   | |
| Schlechteste Regie                          | Keenen Ivory Wayans – White Chicks                                                                                         | |
| Schlechtestes Drehbuch                      | | John Brancato, Michael Ferris und John Rogers – Catwoman |
| Schlechtestes Drehbuch                      | Xavier Cook, Andy McElfresh, Michael Anthony Snowden, Keenen Ivory Wayans, Marlon Wayans und Shawn Wayans – White Chicks   | |
| Schlechtestes Drehbuch                      | Harry Elfont, Deborah Kaplan, Joshua Sternin und Jeffrey Ventimilia – Wie überleben wir Weihnachten? (Surviving Christmas) | |
| Schlechtestes Drehbuch                      | Steven Paul – Superbabies: Baby Geniuses 2                                                                                 | |
| Schlechtestes Drehbuch                      | Laeta Kalogridis, Christopher Kyle und Oliver Stone – Alexander                                                            | |

## 25 Jahre Goldene Himbeere – das Schlechteste aus 25 Jahren
Die Preisträger sind farbig hervorgehoben.
| Kategorien                                                                  | Nominierte                                                                                 | |
| --------------------------------------------------------------------------- | ------------------------------------------------------------------------------------------ | --- |
| Ehrenpreis für den am häufigsten nominierten Schauspieler ohne Auszeichnung | Arnold Schwarzenegger                                                                      | Arnold Schwarzenegger – The 6th Day (3 Nominierungen) / End of Days – Nacht ohne Morgen / Last Action Hero / Conan der Barbar / In 80 Tagen um die Welt / Batman & Robin                                             |
| Ehrenpreis für den am häufigsten nominierten Schauspieler ohne Auszeichnung | Arnold Schwarzenegger                                                                      | Kim Basinger – Die Prophezeiung / Ich träumte von Afrika / Getaway / Cool World / Eiskalte Leidenschaft / Die blonde Versuchung / 9½ Wochen                                                                          |
| Ehrenpreis für den am häufigsten nominierten Schauspieler ohne Auszeichnung | Arnold Schwarzenegger                                                                      | Angelina Jolie – Alexander / Taking Lives – Für Dein Leben würde er töten / Jenseits aller Grenzen / Lara Croft: Tomb Raider – Die Wiege des Lebens / Leben oder so ähnlich / Lara Croft: Tomb Raider / Original Sin |
| Ehrenpreis für den am häufigsten nominierten Schauspieler ohne Auszeichnung | Arnold Schwarzenegger                                                                      | Ryan O’Neal – Fahr zur Hölle Hollywood / Harte Männer tanzen nicht (2 Nominierungen) / Jackpot / Zwei irre Typen auf heißer Spur / Der ausgeflippte Professor                                                        |
| Ehrenpreis für den am häufigsten nominierten Schauspieler ohne Auszeichnung | Arnold Schwarzenegger                                                                      | Keanu Reeves – Hardball / Sweet November / Außer Kontrolle / Vernetzt – Johnny Mnemonic / Dem Himmel so nah / The Watcher / Viel Lärm um nichts                                                                      |
| Schlechtestes Drama in 25 Jahren Goldene Himbeere                           |                                                                                            | Battlefield Earth – Kampf um die Erde – 7 Auszeichnungen bei insgesamt 8 Nominierungen |
| Schlechtestes Drama in 25 Jahren Goldene Himbeere                           | Karriere durch alle Betten – 6 Auszeichnungen bei insgesamt 11 Nominierungen               | |
| Schlechtestes Drama in 25 Jahren Goldene Himbeere                           | Meine liebe Rabenmutter – 5 Auszeichnungen bei insgesamt 9 Nominierungen                   | |
| Schlechtestes Drama in 25 Jahren Goldene Himbeere                           | Showgirls – 7 Auszeichnungen bei insgesamt 13 Nominierungen                                | |
| Schlechtestes Drama in 25 Jahren Goldene Himbeere                           | Stürmische Liebe – Swept Away – 5 Auszeichnungen bei insgesamt 7 Nominierungen             | |
| Schlechteste Komödie in 25 Jahren Goldene Himbeere                          |                                                                                            | Liebe mit Risiko – Gigli – 6 Auszeichnungen bei insgesamt 9 Nominierungen |
| Schlechteste Komödie in 25 Jahren Goldene Himbeere                          | Pluto Nash – Im Kampf gegen die Mondmafia – 0 Auszeichnungen bei insgesamt 5 Nominierungen | |
| Schlechteste Komödie in 25 Jahren Goldene Himbeere                          | Ein Kater macht Theater – 1 Auszeichnung bei insgesamt 8 Nominierungen                     | |
| Schlechteste Komödie in 25 Jahren Goldene Himbeere                          | Freddy Got Fingered – 5 Auszeichnungen bei insgesamt 8 Nominierungen                       | |
| Schlechteste Komödie in 25 Jahren Goldene Himbeere                          | Bill Cosby – Die Superkanone – 3 Auszeichnungen bei insgesamt 5 Nominierungen              | |
| Schlechtestes Musical in 25 Jahren Goldene Himbeere                         |                                                                                            | Justin & Kelly: Beachparty der Liebe – 0 Auszeichnungen bei insgesamt 8 Nominierungen; Gewinner eines Sonderpreises                                                                                                  |
| Schlechtestes Musical in 25 Jahren Goldene Himbeere                         | Supersound und flotte Sprüche – 2 Auszeichnungen bei insgesamt 7 Nominierungen             | |
| Schlechtestes Musical in 25 Jahren Goldene Himbeere                         | Glitter – Glanz eines Stars – 1 Auszeichnung bei insgesamt 6 Nominierungen                 | |
| Schlechtestes Musical in 25 Jahren Goldene Himbeere                         | Der Senkrechtstarter – 2 Auszeichnungen bei insgesamt 8 Nominierungen                      | |
| Schlechtestes Musical in 25 Jahren Goldene Himbeere                         | Spiceworld – Der Film – 1 Auszeichnung bei insgesamt 7 Nominierungen                       | |
| Schlechtestes Musical in 25 Jahren Goldene Himbeere                         | Xanadu – 1 Auszeichnung bei insgesamt 6 Nominierungen                                      | |